# Saint-Germain-du-Bel-Air
Saint-Germain-du-Bel-Air là một xã thuộc tỉnh Lot tây nam Pháp. Xã có diện tích 21,47 km², dân số theo điều tra năm 1999 là 495 người. Khu vực này có độ cao trung bình 250 mét trên mực nước biển.
Thị trấn nằm bên tả ngạn sông Céou chảy theo hướng tây.